# Бернардово
Бернардово — колония (выселок) в гмине Черниково Торуньского повета Куявско-Поморского воеводства в центральной части севера Польши. С 1975 по 1998 год колония была расположена в административных границах Влоцлавского воеводства . Самыми близкими населенными пунктами к Бернардово являются деревни Яцково, Черникувко, Стеклинек, Черниково и Скшипково. Иметься автобусная остановка. 
В 1975–1998 годах выселок административно принадлежал Влоцлавскому воеводству .